# Urving Kemp
Urving Kemp (Rotterdam, 2 september 1993) is een Nederlandse honkballer die uitkomt als derde honkman.
Kemp groeide op als zoon van de oud-international outfielder Adonis Kemp met als oudere broer de honkballer Dwayne Kemp, Hij speelde bij ADO en later bij Neptunus in de hoofdklasse. In 2009 deed hij mee met Jong Oranje aan het wereldkampioenschap evenals in 2011. In 2011 maakte hij zijn debuut in de hoofdklasse voor Neptunus waarvoor hij tot mei 2017 speelde als infielder. Op 11 mei 2017 werd hij voorlopig geschorst in verband met dopinggebruik. Deze dopingzaak werd door honkbalbond K.N.B.S.B voorgelegd aan het Instituut Sport Rechtspraak (I.S.R.). In februari 2018 werd bekend dat Kemp een schorsing van 4 jaar opgelegd heeft gekregen.